# Cladocolea biflora
Cladocolea biflora är en tvåhjärtbladig växtart som beskrevs av J. Kuijt. Cladocolea biflora ingår i släktet Cladocolea och familjen Loranthaceae. Inga underarter finns listade i Catalogue of Life.